# 브브걸의 음반 목록
다음은 대한민국의 음악 그룹 브브걸의 음반 목록이다.

## 음반

### EP
| 1                                         | "One More Time" - 발매일 : 2023년 8월 3일 - 레이블 : 다날엔터테인먼트 - 포맷 : CD, 디지털 다운로드, 스트리밍 | (데이터 없음) | (데이터 없음) | (데이터 없음) |  |
| "—" 표시는 차트에 진입하지 못함을 의미함. | | (데이터 없음) | (데이터 없음) | (데이터 없음) |  |